# Skvotiranje u Republici Irskoj
Skvotiranje u Irskoj se javlja 1970-ih godina, inicirano najpre od mladih porodica i parova koji su tražili krov nad glavom. 1976. godine je Dablin Korporacija bila primorana da da smeštaj stotinama skvotera. Par decenija kasnije, javlja se i skvotiranje kao kontrakulturni pokret, iz potrebe za autonomnih javnim prostorom. 

## 1970-te
1976. je bilo nekoliko stotina porodica bespravno useljenih u opštinske stanove. Lista čekanja na društvene stanove je bila podugačka i rasla je iz dana u dan, i sve je više ljudi samoinicijativno nalazilo smeštaj za sebe, putem direktne akcije. Iseljenja su bila česta, i ljudi su obično isterivani nakon nekoliko meseci, ali niko nije uhapšen niti osuđivan po Zakonu o nasilnom ulasku i zauzimanju (Forcible Entry and Occupation Act), koji je postojao, jer bi to smanjilo popularnost lokalnih vlasti. Ali za useljenje u stanove u privatom vlasništvu se išlo i u zatvor. Ljudi su obično, nakon iseljenja prelazilu u drugi prazan opštinski stan, i taj proces se neprestano ponavljao.
Porodica Vilijams u koja je živela u velikom komplesku, domu Delfin (Dolphin House) u Dablinu, je dobila naređenje za iseljenje. Stambeno je punudilo privremeni smeštaj u hostelu za ženu i dete, a muža na ulicu. Porodica je odlučila da pruži otpor. Oni su krenuli od vrata do vrata po domu Delfin, koji je imao 400 stanova, tražeći podršku od ostalih stanara. Na jutro iseljenja, kada je policija sa izbacivačima stigla, dočekalo ih je 400 ljudi sa megafonom, koji su blokirali ulaz, stepenice i dvorište zgrade. Pokušaj iseljenja je propao, kao i naredna dva puta. Porodici Vilijams je zatim ponuđen stan u zgradi preko puta, a sve što se dešavalo, novine su prenosile na naslovnim stranama. 
Posle ove skvoterske pobede, kontaktirali su ih ljudi iz drugih mesta koji su tražili pomoć i savet. Osnovali su Dablinsko udruženje skvotera (Dublin Squatters Association), sa oko 40 skvotera koji su se redovno sastajali u Kilarni ulici, a članstvo je ubrzo poraslo na preko sto ljudi. Jedan od organizatora pokreta je bio Alan Meksajmon (Alan MacSimon). Njihov prvi cilj je bio da brane useljenje kao legitimnu opciju, za čoveka koji nema krov nad glavom. Objašnjavali su ostalim skvoterima da je to najefikasniji način da primoraju Dablinsku Korporaciju da povećaju gradnju društvenih stanova, umesto višegodišnjeg čekanja ili pravljenja još dece da bi povećali broj poena na listi čekanja. 
Sledeća direktna akcija je organizovana povodom iseljenja stanova u ulici Šerif.  Podršku je pružilo većina stanara, pa kada je policija došla, zatekli su blokiran prilaz za kola i gomilu žena i tinejdžera ispred. Evikcija je propala. Prilikom sledećeg iseljenja, blizu Džejmsove ulice, policija je trebalo da izbaci mladi par i bebu (majka je bila bolesna), a ponudili su samo privremen smeštaj u hostelu. Opet se okupilo stotinak ljudi koji su dočekali oko 60-70 policajaca, koji su uspeli da potisnu ljude do vrata. Prinudni izvršilac, koji je sekirom krenuo da razvaljuje vrata, nije znao da se u njima nalaze metalne šipke kroz koje je puštena struja, pa je već pri prvom udarcu odleteo na drugu stranu dvorišta, pogođen strujnim udarom. Bio je ugruvan ali prošao je neozleđeno. Istovremeno, mladoj majci je pozlilo, došla je hitna pomoć, izneli su je kroz prozor i stavili na nosila. Iako je to bila preventiva u slučaju da se stanje pogorša, komšije su to shvatile dosta ozbiljnije i veoma besna gomila je potisnula policajce nazad. Jedan od policajaca je čak strgao svoj čin, izjavivši da on neće nikoga da iseljeva, i onda mirno odšetao dok je inspektor bespomoćno urlao na njega. Događaj je osvanuo na naslovnoj strani novina, još to veče, i sve se više ljudi priključivalo Dablinskom udruženju skvotera. Vlasti su u panici čak razmatrali dovođenje vojske da pomogne pri iseljenjima. 
Korporacija je odgovorila amnestijom, a svim skvoterima je obezbeđen pristojan smeštaj.  

## 2000-te
U danšnje vreme je, kao posledica džentrifikacije, mnogo Dablinaca potisnuto na periferiju grada i primorano da provede sate u prevozu i saobraćanoj gužvi, da bi stigli do centra (na posao, školu, provod, itd.), gde su sve usluga skoncentrisane. 
Kao posledica neravnomernog razvoja, u Dablinu se, s jedne strane, javlja manjak prostora za stanovanje, javnog prostora i parkova za najmljađe, a s druge strane, mnoštvo praznih zgrada, stanova i poslovnih prostora.  Skvotiranje se javilo, kao jedan od načina izlaska iz takve situacije. Kako kaže jedan Dablinac: “To je prosta ideja – gradovi treba da budu vođeni od ljudi i za ljude koji u njima žive.” 
8. avgusta 2003. u Dablinu je grupa skvotera zauzela napuštenu kuću i namerilo da je učini svojim novim domom. Kuća, koja je bila napuštena između 8 i 10 godina, je bila u jadnom stanju, prozori su bili otvoreni i prljavština je godinama ulazila unutra, a dvorište je bilo potpuno zaraslo, a nije bilo ni struje ni vode. Ipak, za osam meseci, koliko je kuća bila skvotirana, pretvorena je u pristojan dom za ljude koji u njoj žive i za mnogo onih koji su dolazili. Kuća je služila kao autonomni prostor za organizovanje sastanaka, radionica i diskusija. U kratkom postojanju, skvot je pružio prostor mnogim grupama, poput Povratimo ulice, Hrana ne oružje, Gluaiseacht, raznim mirovnim i ženskim grupama, mnogim umetnicima i uličnom teatru, naravno besplatno. Postojala je i biblioteka Loše knjige, a nekada zapušteno dvorište je pretvoreno u organsku baštu. Ipak, nakon osam meseci, kuća je iseljena, pa i dan danas stoji prazna. 

## Literatura
- Damjan Pavlica, Skvoterski pokret[мртва веза]

## Spoljašnje veze
- Hidden History of Squatting in Ireland
- Squatting in Dublin